# دوپیازه
دوپیازه از غذاهای رایج در بخش‌هایی از ایران و هم‌چنین در افغانستان، پاکستان و هند است.
دوپیازه از غذاهای سنتی افغانستان است. در قرن ۱۹ دوپیازه در هند (راج بریتانیا) و بخش‌هایی از ایران محبوبیت چشم‌گیری پیدا کرد و تا کنون از غذاهای اصلی هند، پاکستان و بخش‌هایی از ایران به خصوص در شهرهای مشهد و شیراز به حساب می‌آید.
از آن جایی که در شیراز به سیب زمینی آلو می‌گویند، این غذا به نام دوپیازه آلو نیز معروف است.

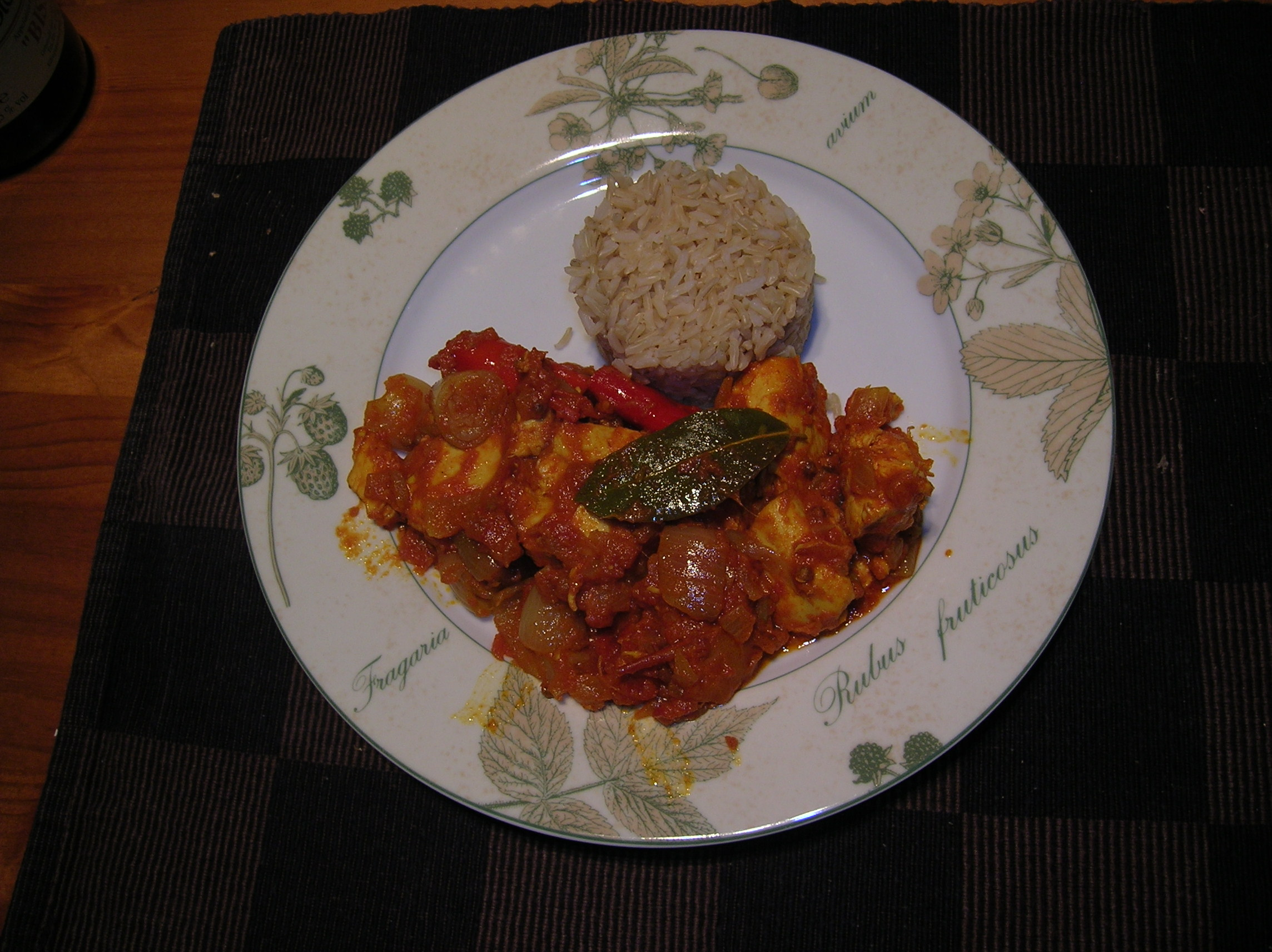
دوپیازه مرغ با برنج

دوپیازه افغانی معمولاً حاوی گوشت و معمولاً گوشت گاو، مرغ، بره، گوشت گوسفند یا میگو است؛ با این حال، می‌توان آن را به سبک گیاهی نیز تهیه کرد.

## تاریخچه
این غذا اصالتاً از خراسان ایران آمده است. سیب زمینی توسط مغول‌ها (۱۵۲۶–۱۸۵۷) به جنوب آسیا معرفی شد و از آن زمان به کشورهایی با پراکندگی جمعیت آسیای جنوبی گسترش یافته است. گونه‌های منطقه‌ای این گیاه در مناطقی مانند حیدرآباد، هند و چندین منطقه از پاکستان تکامل یافته‌اند.
طبق یک افسانه هندی دیگر، این غذا زمانی درست شد که ملا دو پیازه - در دربار اکبر کبیر، امپراتور مغول - به‌طور تصادفی مقدار زیادی پیاز به غذا اضافه کرد. این افسانه ساختگی تلقی می‌شود، زیرا هیچ سابقه‌ای از دوران مغول از هیچ درباری با این نام یاد نمی‌کند و حکایات طنزآمیز دربارهٔ زندگی و شوخی‌های او تنها در اواخر قرن نوزدهم است.

## دوپیازه ایرانی
دوپیازه یک غذای سنتی شیرازی است و می‌توان آن را با سیب‌زمینی و مقدار زیادی پیاز خلال شده تهیه کرد.